# Margarida (árbitro, 1958)
Clésio Moreira dos Santos, mais conhecido como Margarida (Palhoça, 8 de janeiro de 1958), é um ex-árbitro de futebol brasileiro.
Seu apelido é inspirado em Jorge José Emiliano dos Santos, árbitro folclórico do Estado do Rio de Janeiro.

## Biografia
Iniciou apitando "peladas". Em 1988, fez um curso para árbitro, no qual se formou no ano seguinte, começando então a atuar nas categorias de base e divisões de acesso.
Em 95, entra para o quadro nacional da CBF. Sua estreia foi na partida Internacional x Flamengo, em Porto Alegre.
Esteve envolvido em polêmica na final do Campeonato Catarinense de 1999, entre Avaí x Figueirense.
Após se aposentar do futebol profissional, em 2004, adotou o uniforme cor de rosa para apitar em campeonatos amadores, eventos corporativos e jogos festivos.